# Oussama Mellouli
Oussama Mellouli (arabisch أسامة الملولي, DMG Usāma al-Malūlī; * 16. Februar 1984 in Tunis) ist ein tunesischer Schwimmer.

## Werdegang
Mellouli gewann bei den Schwimmweltmeisterschaften 2003 in Barcelona die Bronzemedaille über 400 m Lagen. Bei den Weltmeisterschaften 2005 in Montreal gewann er ebenfalls die Bronzemedaille über 400 m Lagen und über 400 m Freistil. Bei den Weltmeisterschaften 2007 in Melbourne wurde er zunächst Sieger über 800 m Freistil und Zweiter über 400 m Freistil.
Mellouli wurde am 30. November 2006 bei den US-Open in West Lafayette (Indiana) positiv auf das Amphetamin Adderall getestet. Im September 2007 verhängte der Internationale Sportgerichtshof (CAS) daher eine Sperre von 18 Monaten, rückwirkend zum 30. November 2006. Alle in diesen Zeitraum fallenden Ergebnisse wurden annulliert.
Bei den Olympischen Spielen 2008 in Peking gewann Mellouli die Goldmedaille über 1500 m Freistil und verhinderte damit den Hattrick des Australiers Grant Hackett, der diese Disziplin sowohl bei den Olympischen Spielen 2004 wie auch bei den Olympischen Spielen 2000 für sich entscheiden konnte.
Bei den Weltmeisterschaften 2009 in Rom gewann er die Goldmedaille über 1500 Meter Freistil sowie zwei Silbermedaillen über 400 Meter und 800 Meter Freistil.
Im Hinblick auf die Olympischen Spiele 2012 in London begann er sich auf das Freiwasserschwimmen zu konzentrieren. Dort gewann er zunächst Bronze über 1500 m Freistil. Sein größter Sieg in London war der Gewinn der Goldmedaille über 10 km in 1:49:55,1.
Mellouli gilt als der erfolgreichste Schwimmer Afrikas.